# Sant'Egidio (Perugia)
Sant'Egidio  (San Gijo o Gilio in dialetto perugino) è una frazione di 901 abitanti, del comune italiano di Perugia. In località Sant'Egidio si trova l'aeroporto di Perugia.

## Storia
Il castello e la torre di Sant'Egidio furono edificati intorno al XV secolo. Si trattò di una fortificazione apportata ad una villa precedente che per la sua posizione il Comune di Perugia ritenne opportuno dotare di robuste mura.
La fortificazione era importante infatti sia per essere posizionata su un vecchio asse viario che conduceva ad Assisi e costituiva al tempo un punto importante per le comunità del contado perugino e una sosta intermedia per i flussi di pellegrini diretti verso i santuari di Assisi e Loreto, sia per la sua posizione intermedia strategica in rapporto all'acerrimo nemico di Perugia cioè Assisi.
La sua funzione principale infatti fu quella di costituire una prima linea difensiva contro un eventuale attacco da parte degli Assisani, linea costituita da una serie di altri castelli quali: Civitella d'Arna e Ripa per citarne alcuni i quali dovevano reggere l'impatto primario di una eventuale invasione.
Ciò si verificò puntualmente nel luglio del 1416 quando il capitano di ventura Braccio da Montone nella piana di Sant'Egidio sconfisse le truppe perugine di Malatesta Baglioni spianando la strada per la conquista di Perugia di cui divenne signore.
Il paese fa parte del Comune di Perugia e rientra nella XII circoscrizione denominata "Arna".
Il paese è famoso per  ospitare nel suo territorio l'aeroporto internazionale San Francesco.